# Ramphastos brevis
Ramphastos brevis sau tucanul Choco este o specie de pasăre piciformă din familia tucanilor, Ramphastidae. Se găsește în Columbia și Ecuador.

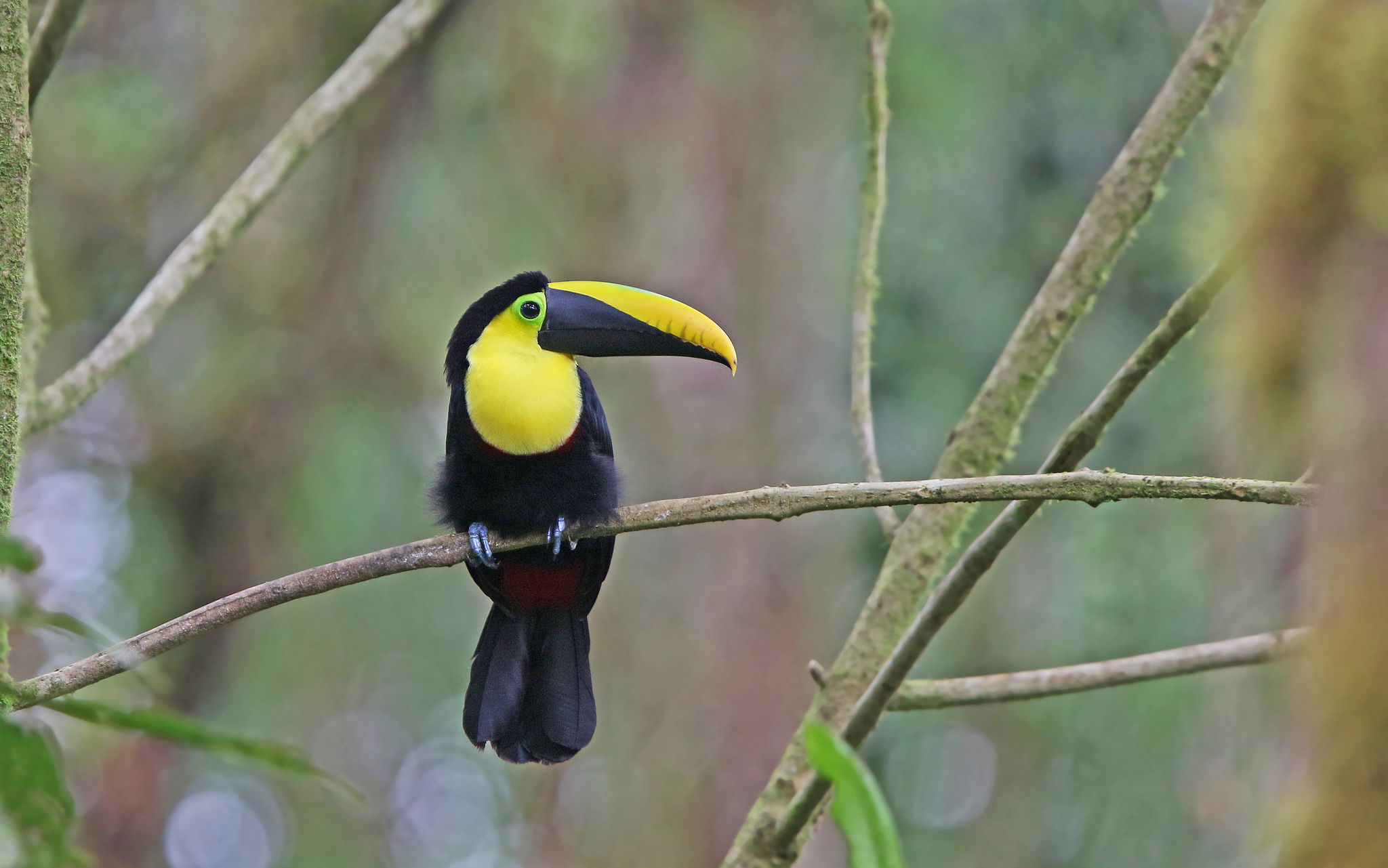
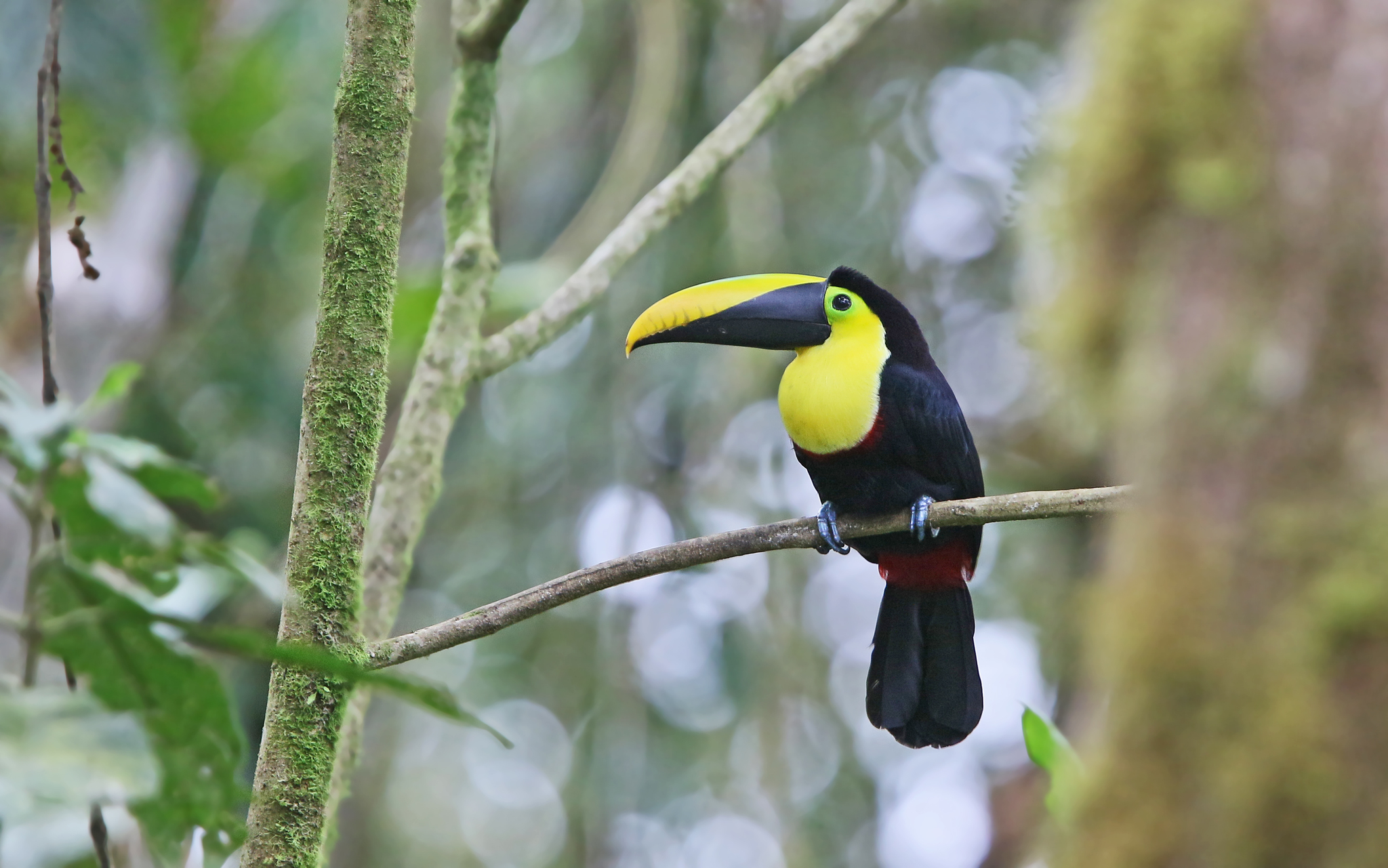
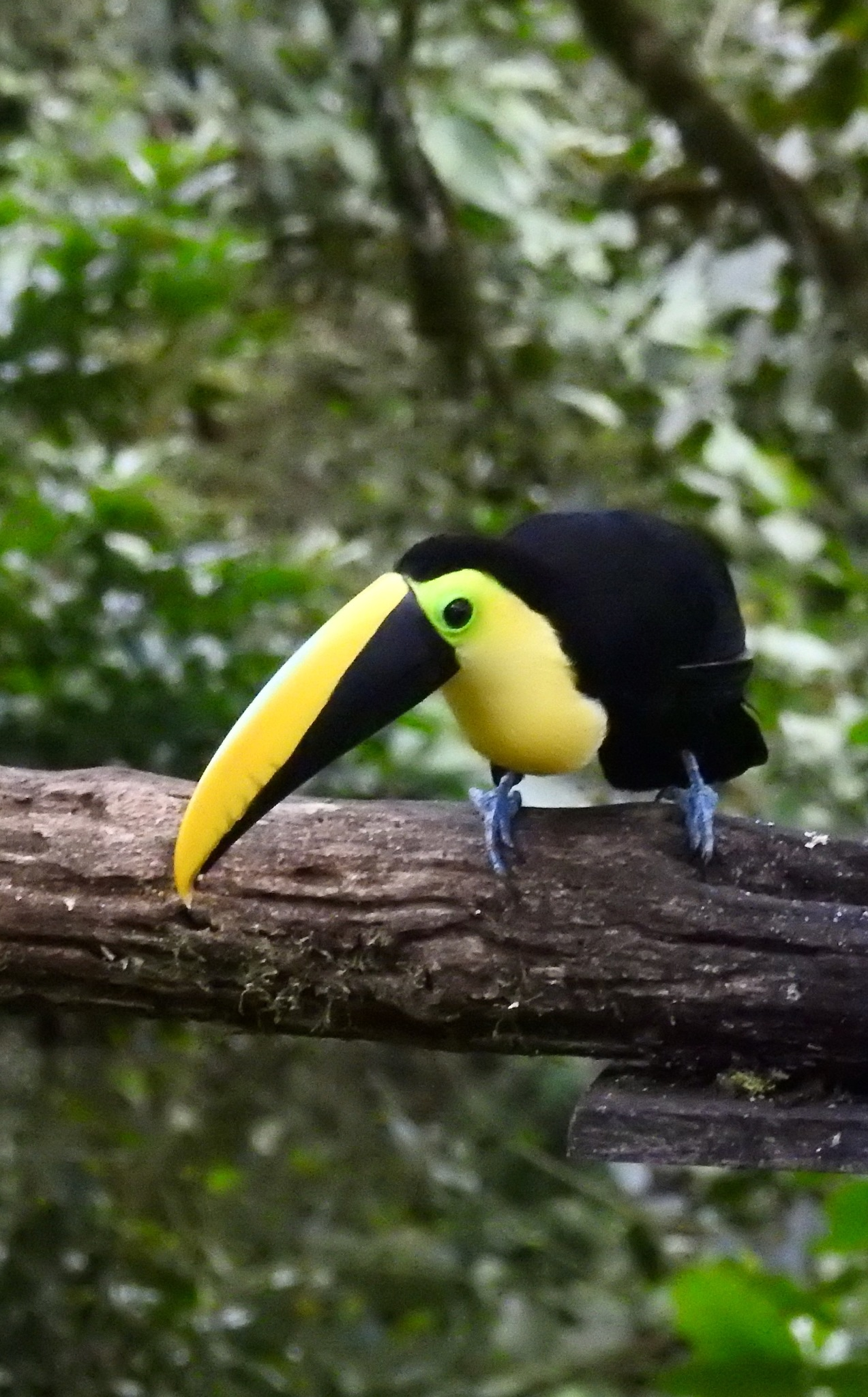